# كازوكي كاتو
كازوكي كاتو (باليابانية: 加藤和樹؛ بالكانا: かとう かずき) هو مغني ومؤدي صوت وممثل ياباني، ولد في 7 أكتوبر 1984 في ناغويا في اليابان.

## وصلات خارجية
- الموقع الرسمي
- كازوكي كاتو على موقع IMDb (الإنجليزية)
- كازوكي كاتو على موقع ميوزك برينز (الإنجليزية)
- كازوكي كاتو على موقع قاعدة بيانات الفيلم (الإنجليزية)
- كازوكي كاتو على موقع ANN person (الإنجليزية)